# 卡爾坎尼亞燈塔
卡爾坎尼亞燈塔（葡萄牙語： Farol do Calcanhar），也稱為圖羅斯燈塔，原名Olhos D'Agua，是巴西北里奧格蘭德州托魯斯的一座燈塔。它高203英尺（62公尺），是世界第十九高的“傳統燈塔”，也是巴西最高的燈塔，亦為世界上最高的混凝土燈塔之一。